# Ilex fanshawei
Ilex fanshawei är en järneksväxtart som beskrevs av Edwin. Ilex fanshawei ingår i släktet järnekar, och familjen järneksväxter. Inga underarter finns listade i Catalogue of Life.